# Josep Maria Antó i Boqué
Josep Maria Antó i Boqué (Cornellà de Llobregat, 1952) és un metge català. El 1975 es llicencià en medicina en la Universitat Autònoma de Barcelona, on es doctorà el 1990. Des de 1986 treballa a l'IMIM (Institut Municipal d'Investigació Mèdica), on ha estat cap del Departament d'Epidemiologia i Salut Pública. Actualment és director del Centre de Recerca en Epidemiologia Ambiental (CREAL), director de la Xarxa de Recerca Biomèdica del Centre d'Epidemiologia i Salut Pública (CIBERESP) i professor de medicina de la Universitat Pompeu Fabra. També és membre del Consell Assessor del Departament de Salut de la Generalitat de Catalunya.
La seva recerca se centra principalment en l'epidemiologia de l'asma i de la malaltia pulmonar obstructiva crònica, dirigida cap a la identificació dels determinants ambientals i la prevenció d'aquestes malalties.
El 1994 va rebre el Premi Narcís Monturiol al mèrit científic de la Generalitat de Catalunya i el 2009 la Medalla Josep Trueta. Ha estat membre dels consells assessors i de redacció de les revistes científiques American Journal of Epidemiology,  European Journal of Public Health i European Respiratory Journal.

## Obres
- Epidemiological Investigations of Asthma Epidemics (tesi doctoral)
- Cournant Lecture (European Respiratory Society, 1994)